# 永山誠
永山 誠（ながやま まこと、1977年〈昭和52年〉12月21日 - ）は、日本の元バスケットボール選手。兵庫県尼崎市出身。現役時代のポジションはポイントガード兼シューティングガード。役職はヘッドコーチ。トライアンズ.EXE所属。株式会社トライアンズ代表。

## 来歴
尼崎市立園田中学校で全国大会に出場。
高校バスケの名門、京都・洛南高等学校で1年生時から活躍、2年生以降はエース、3年生時にキャプテンとなり、3年間にわたり数回の全国ベスト4を含む上位進出に貢献。 3年生時には全日本ジュニアでもキャプテンを任される。 また、3年生時のウィンターカップで身長181cmながらダンクコンテスト優勝。 大学でも名門・日本大学で活躍。 2大会連続でユニバーシアードに出場した。
卒業後、松下電器に入社。2006年からは主将を務める。
2013年、休部となったパナソニックの後継として創設された和歌山トライアンズに移籍。2014年4月4日、引退発表。
現在は、3人制バスケットボールチーム・トライアンズ.EXEのヘッドコーチで、その運営会社「株式会社トライアンズ」の代表も務めている。

## 日本代表歴
- 1999年 ユニバーシアード
- 2001年 ユニバーシアード